# The New York Times
The New York Times er en amerikansk avis, der publiceres fra New York af The New York Times Company.
Avisen har siden 1918 vundet Pulitzerprisen 122 gange, mere end nogen anden avis. Af den grund anses den i dag for et af USAs mest indflydelsesrige massemedier.
Avisen blev stiftet d. 18. september 1851 af Henry Jarvis Raymond og George Jones. (Raymond var fem år senere med til at stifte Associated Press.) Førsteudgaven var på fire sider og bragte blandt andet nyheden om et slaveoprør i Pennsylvania, og om James Fenimore Coopers død. I den første lederartikel viste redaktionen til nøgternhed som en vigtig egenskab: "Få ting i verden er værd at hidse sig op for," skrev Raymond, "og det er netop de ting, som ophidselse ikke kan bøde på." 
Egentlig var det meningen, at avisen kun skulle udkomme mandag til lørdag, men under borgerkrigen begyndte den også at komme om søndagen. I 1896 blev den overtaget af Adolph Ochs, som året efter fandt på det, som stadig er avisens slogan: "All the news that's fit to print" (= Alle de nyheder, det passer sig at sætte på tryk) der skulle New York Times blive en af verdens mest respekterede aviser; dens konservatisme skaffede den tilnavnet the grey lady (= den grå dame), idet den først i oktober 1997 satte et farvefoto på forsiden.
Kort efter flyttede avisen til en ny bygning på 42. gade i New York, og pladsen omkring 42. gade og Broadway blev i 1904 døbt Times Square.
New York Times gennemsnitlige oplag (marts – september 2009) er 927.851 på hverdage og 1.400.302 om søndagen. På et år er oplaget dermed faldet med 7,3% (hverdage) og 7,2% (søndage).[kilde mangler]